# Dilacinia
Dilacinia és un gènere monotípic d'arnes de la família Crambidae. Conté només una espècie, Dilacinia badialis, que es va descriure de Pèrsia.